# View-Master Personal Stereo Camera
La View-Master Personal Stereo Camera è una fotocamera stereoscopica 35 mm progettata per produrre diapositive stereoscopiche 12,90x11.90 mm, che, una volta montate sugli appositi dischetti, sono visibili in rilievo attraverso un visore View-Master. La fotocamera fa parte del sistema View-Master Personal, comprendente anche una fustella e dischetti vuoti in cui inserire le diapositive stereoscopiche realizzate artigianalmente.

## Storia
La prima commercializzazione della View-Master Personal Stereo Camera avvenne nel 1952 quando, in seguito alla popolarità ottenuta dalla diffusione del sistema stereoscopico View-Master la Sawyer's di Portland decise di commercializzare un sistema che permettesse a chiunque di realizzare dei dischetti "personali" con le proprie fotografie stereoscopiche, che potessero essere poi visualizzati con i comuni visori del sistema View-Master.
Negli anni sessanta, a partire dal 1962, il marchio View-Master commercializzò un secondo sistema, il Mark II, comprensivo di un'altra fotocamera, una seconda fustella e un secondo set di dischetti vuoti. Il sistema venne modificato e una caratteristica di questa seconda versione era quella di impressionare la pellicola diagonalmente, cosicché le coppie di diapositive stereoscopiche non si trovavano più allineate sulla stessa fila, ma posizionate diagonalmente rispetto alla scorrimento orizzontale della stessa.

## Caratteristiche
La fotocamera è dotata di una coppia di obiettivi a fuoco fisso, non consentendo perciò di effettuare una messa a fuoco precisa, e di un mirino centrale posto tra di essi. Permette invece di impostare sia l'apertura del diaframma che la velocità dell'otturatore. La fotocamera è inoltre dotata di una livella a bolla all'interno del mirino, che permette di allineare orizzontalmente l'apparecchio, così da ottenere stereogrammi di alta precisione.
La fotocamera permette di effettuare 69 coppie di diapositive stereoscopiche di dimensione 12,90mm di larghezza per 11.90 mm di altezza su un rullino 35mm pellicola positiva predisposta per 36 esposizioni in formato standard. Ciò avviene impressionando due file di fotogrammi: la pellicola viene svolta in un senso all'andata e la coppia di lenti impressionano una serie di fotogrammi sulla parte inferiore della pellicola, al ritorno le lenti vengono alzate, permettendo così alla fotocamera di impressionare un'altra serie di coppie di immagini sulla parte superiore della pellicola.
Una volta sviluppata la pellicola le singole coppie di immagini stereoscopiche vengono tagliate usufruendo dell'apposita fustella (Film Cutter), parte integrante del sistema. Le diapositive così ottenute vanno inserite in un dischetto vuoto (Personal Reel), appositamente commercializzato durante la diffusione del sistema, che permette di inserire agevolmente le diapositive lateralmente.
La fotocamera venne distribuita in due varianti di colore: la più comune è quella di color nero, molto meno comune una versione marroncino chiaro.